# استاری سیکیاز
استاری سیکیاز (انگلیسی: Stary Sikiyaz) یک شهرک در شهرستان تاتیشلینسکی استان باشقیرستان کشور روسیه است.